# Atropoides indomitus
Atropoides indomitus е вид змия от семейство Отровници (Viperidae). Видът е застрашен от изчезване.

## Разпространение
Разпространен е в Хондурас.

## Описание
Популацията на вида е намаляваща.